# Pop latino
Pop latino se referă la muzica pop a cărui sunet conține influențe din America Latină, sau muzica pop din oricare altă țară hispanofonă. Muzica pop latino uzual combină upbeat de muzică latino cu muzică pop americană. De obicei, stilul este asociat cu muzica pop, rock și dance cântată în spaniolă.

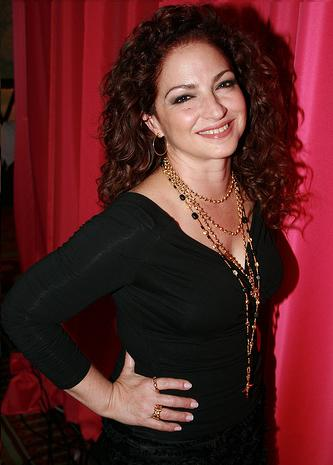
Gloria Estefan

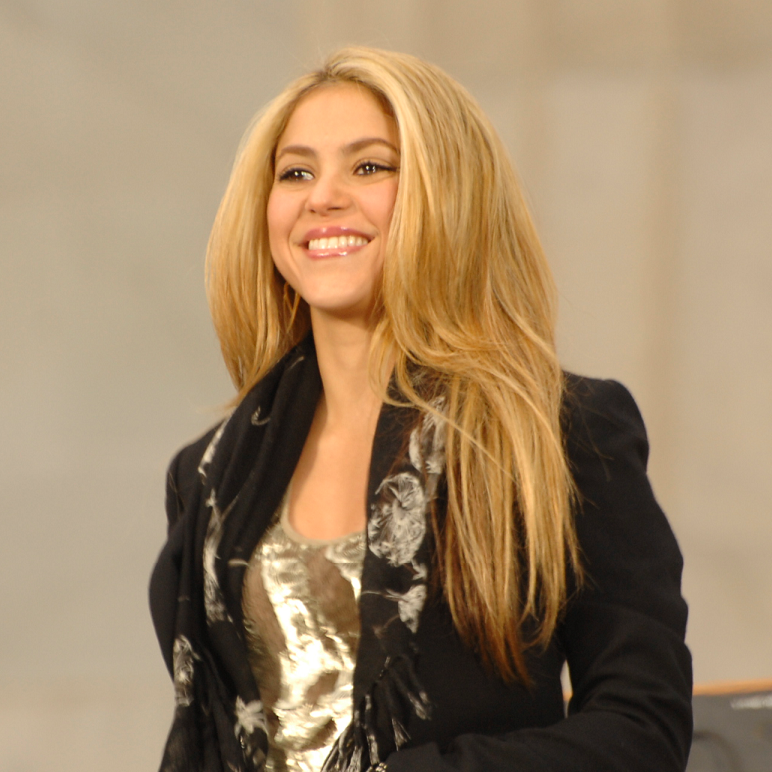
Shakira, artistă columbiană de pop latino

Printre cei mai importanți cântăreți de pop latino în prezent sunt: Alejandro Sanz, Belinda, Enrique Iglesias, Juanes, Laura Pausini, Selena, Miguel Bosé, Paulina Rubio, Ricky Martin, Pitbull, Dulce María, Shakira,  Thalía și Tiziano Ferro. În anii 1980 Gloria Estefan și-a adus aportul popularizând mult genul, fiind în consecință numită „Regina muzicii latino pop”.
Alți artiști internaționali, din țări non-latine, care au abordat stilul pop latino, sunt: Jennifer Lopez, Christina Aguilera și Nelly Furtado, cu albume întregi în acest gen; și piese ca: La isla bonita de Madonna; Dov'è L'Amore de Cher; Irremplazable și Oye de Beyoncé; Mambo n.º 5 de Lou Bega; Los Amores de Kylie Minogue; Come Back to Me de Janet Jackson, printre alții.